# Província de Harima
Harima (播磨国, Harima no kuni) ou Banshu (播州) foi uma província do Japão na parte de Honshū localizada a sudoeste da atual prefeitura de Hyōgo. Harima fazia fronteira com as províncias de Tajima, Tanba, Settsu, Bizen, e Mimasaka. Sua capital era Himeji.

Mapa das províncias japonesas (1868) com a província de Harima em destaque

Durante o Período Edo da História do Japão, o Domínio de Akō (feudo) foi parte de Harima. Os 47 Ronin eram samurais do Domínio de Akō.  Ishikawajima-Harima Heavy Industries, uma construtura de navios e peças de Boeing recebeu seu nome em referência à província.

## Mamoru Harima
- Fujiwara no Korekimi (764)
- Minamoto no Makoto (831)
- Fujiwara no Kanehira (998)
- Ichijō Saneie (1266)
- Ōinomikado Tsuguo (1276)
- Konoe Kanetsugu (1367-1370)
- Konoe Tadatsugu (1391)